# Trichopteryx dentistrigata
Trichopteryx dentistrigata är en fjärilsart som beskrevs av Adrian Hardy Haworth 1809. Trichopteryx dentistrigata ingår i släktet Trichopteryx och familjen mätare. Inga underarter finns listade i Catalogue of Life.